# Большая игра на понижение. Тайные пружины финансовой катастрофы
«Большая игра на понижение. Тайные пружины финансовой катастрофы» (англ. The Big Short: Inside the Doomsday Machine) — книга американского писателя и журналиста Майкла Льюиса о предпосылках и развитии ипотечного кризиса в США в 2000-х годах.
Льюис, опираясь как на собственный опыт, так и на беседы и интервью с героями книги, описывает финансовый мир тех лет и пытается разобраться в причинах кризиса. «Большая игра на понижение» — документальное произведение с реальными героями, названиями компаний и хронологией событий. Особенность книги в том, что её главными героями стали победители — те, кто сумел вовремя увидеть зарождающиеся проблемы и заработать на них. Автор пишет не только об их роли в описываемых событиях, но и рассказывает об их характерах.
«Большая игра на понижение» стала бестселлером. В течение 28 недель она входила в список документальных бестселлеров The New York Times. Она также вошла в списки лучших книг 2010 года по версии The Economist, Bloomberg и Amazon.com.

## Главные действующие лица
- Стив Айсман[англ.] (англ. Steve Eisman) — управляющий директор хедж-фонда Frontpoint Partners.
- Майкл Бьюрри (в переводе книги на русский язык — Бэрри; англ. Michael Burry) — основатель и управляющий хедж-фонда Scion Capital LLC.
- Чарли Ледли (англ. Charles Ledley) — основатель хедж-фонда Cornwall Capital.
- Джейми Май (англ. James Mai) — основатель хедж-фонда Cornwall Capital.
- Грег Липпманн (англ. Greg Lippmann) — трейдер Deutsche Bank.
- Хауи Хаблер (англ. Howie Hubler) — трейдер из Morgan Stanley.

## Содержание

### Пролог. Полтергейст
Когда Льюис писал «Покер лжеца», он думал, что финансовая безответственность 1980-х, с которой он столкнулся, работая в Salomon Brothers, уйдёт в прошлое. Этого не произошло. В конце 2008 года Льюис решил написать о тех, кто предвидел грядущий коллапс и сумел на нём заработать.

### Глава 1. Истоки
Стив Айсман в 31 год оставляет ненавистную карьеру юриста и устраивается на работу в фирму своих родителей финансовым аналитиком. Сначала Айсман был сторонником низкокачественных кредитов и помог многим компаниям этого сегмента стать публичными. Однако Айсман и его помощник Винсент Дэниел выясняют, что все эти компании по сути представляют собой финансовые пирамиды: для поддержания имиджа прибыльных организаций им постоянно требовался капитал для выдачи новых и новых низкокачественных кредитов. В сентябре 1997 года Айсман публикует отчёт, в котором выводит на чистую воду с десяток таких компаний. Позже Айсман подбирает команду, с трудом находит первого инвестора и основывает свой хедж-фонд. Плюс он окончательно понимает, что «огромное количество людей, работающих на Уолл-стрит, плохо представляют, к чему могут привести их действия».

### Глава 2. В стране слепых
Майкл Бьюрри — одноглазый медик, интерн отделения неврологии Стэнфордской больницы, увлекается инвестированием и во время ночных дежурств ведёт блог в Интернете. Уходит из медицины и становится инвестиционным менеджером. Благодаря незаурядным способностям легко привлекает солидные средства. Бьюрри раньше других понимает, что низкокачественные ипотечные кредиты должны стать проблемными. В 2004 году он начинает скупать страховые полисы на компании, которые могли пострадать во время кризиса на рынке недвижимости, и дефолтные свопы на низкокачественные ипотечные облигации.

### Глава 3. Разве может врать тот, кто не говорит по-английски?
Юджин Сюй — сотрудник трейдера Deutsche Bank Грега Липпманна, изучив влияние роста цен на жильё на низкокачественные ипотечные кредиты, выясняет, что для дефолта ценам даже не нужно резко падать, хватило бы просто снижения темпа роста. Липпманн предлагает Стиву Айсману играть против рынка низкокачественных ипотечных облигаций. Goldman Sachs изобретает сложную и маловразумительную ценную бумагу — синтетические CDO. Появившийся рынок синтетических бумаг снимает все ограничения на размер риска, связанного с выдачей низкокачественных ипотечных кредитов.

### Глава 4. Как погреть руки на мигрантах
Джо Кассано, глава AIG FP и гнетущая атмосфера в компании. AIG FP перестаёт продавать дефолтные свопы, но не закрывает позиции в свопах, которые успела продать. Механизм выпуска низкокачественных ипотечных кредитов набирает обороты. Айсман заключает сделку с Липпманном. Рассматривается механизм манипулирования моделями рейтинговых агентств и влияние этого фактов на принятие решений инвесторами.

### Глава 5. Случайные капиталисты
История основания Cornwall Capital. Чарли Ледли и Джейми Май основали в гараже инвестиционную компанию, которая должна была заниматься поиском рыночной неэффективности в глобальном масштабе: на рынках акций и облигаций, на валютном и товарном рынках. Через два года после основания компании у них было 12 млн долларов и офис на Манхэттене. К началу 2006 года ресурсы Cornwall Capital составляли почти 30 млн долларов. Небольшой компании удаётся попасть в институциональную платформу Deutsche Bank и выйти на рынок низкокачественных ипотечных кредитов, чтобы сыграть на понижение наихудших низкокачественных облигаций.

### Глава 6. Человек-паук в шикарной гостинице
Стив Айсман в полной мере осознаёт роль так называемых мезонинных CDO. После конференции участников рынка облигаций в Лас-Вегасе Айсман и его партнёры окончательно убеждаются, что столкнулись с самой настоящей финансовой пирамидой.

### Глава 7. Великая охота за сокровищами
Крупные фирмы с Уолл-стрит внезапно теряют интерес к инвесторам в CDO. Уолл-стрит искусственно поддерживает цены на CDO. Чарли Ледли и Джейми Май безуспешно пытаются заинтересовать ситуацией с CDO Управление по контролю соблюдения законов Комиссии по ценным бумагам и биржам. Кредиты превращаются в проблемные, но рейтинги облигаций не понижаются. FrontPoint организует открытую телефонную конференцию, на которой Айсман разъясняет аудитории суть алхимии мезонинных CDO и говорит, что ожидает убытки только в этом сегменте порядка 300 млрд долларов. Его выступление прослушали 1000 человек.

### Глава 8. Затянувшееся затишье
Майкл Бьюрри выясняет, что страдает синдромом Аспергера. Над его фондом, который полностью сосредоточился на игре против низкокачественных ипотечных бумаг, нависла угроза бегства инвесторов и судебных исков. В первой половине 2007 года реальные факты, связанные с состоянием рынка жилья, все больше расходятся с ценами облигаций и стоимостью страховки на облигации. Крупные фирмы с Уолл-стрит предпочитают попросту игнорировать неприятные сведения. Банки теряют почву под ногами. К концу июля 2007 года ситуация быстро меняется в пользу Бьюрри.

### Глава 9. Потеря интереса
Хауи Хаблер, главный трейдер по облигациям из Morgan Stanley, делает крупную ставку на повышение CDO. В результате общая сумма причинённых им убытков составила чуть более 9 млрд долларов — самый крупный операционный убыток в истории Уолл-стрит. Cornwall Capital, появившаяся четыре с половиной года назад с капиталом в 110 тыс. долларов, получает больше 80 млн за сделку стоимостью 1 млн. Майкл Бьюрри, хорошо заработав на падении, теряет интерес к финансовым рынкам и покупает гитару.

### Глава 10. Двое в лодке
Крах. Банкротство Bear Stearns, Lehman Brothers и других банков. FrontPoint увеличил объём активов с 700 млн до 1,5 млрд долларов. Ставки Cornwall Capital против низкокачественных ипотечных облигаций увеличили капитал фонда в четыре раза, с 30 млн до 135 млн долларов. Только за 2007 год Бьюрри заработал для своих инвесторов 750 млн. В 2008 году он ликвидировал фонд.

### Эпилог. Всё взаимосвязано
Причины косности американской финансовой культуры и критика существующих стимулов Уолл-стрит.

## Издания
Первое американское издание:
- Michael Lewis. The Big Short: Inside the Doomsday Machine. — USA: W. W. Norton & Company, 2010. — 266 с. — ISBN 0393072231.

Издания на русском языке:
- Майкл Льюис. Большая игра на понижение. Тайные пружины финансовой катастрофы = The Big Short: Inside the Doomsday Machine. — М.: «Альпина Паблишер», 2011. — 288 с. — ISBN 978-5961414912.
- Майкл Льюис. Игра на понижение. Тайные пружины финансовой катастрофы = The Big Short: Inside the Doomsday Machine. — М.: «Альпина Паблишер», 2016. — 280 с. — ISBN 978-5961455229.

## Экранизации
- «Игра на понижение», 2015 год, США.